# Denkmalgeschützte Objekte im Bezirk Krems-Land
Im Bezirk Krems-Land bestehen 918 denkmalgeschützte Objekte. Die unten angeführte Liste führt zu den Gemeindelisten und gibt die Anzahl der Objekte an.
| Gemeindeliste                     | Objektanzahl |
| --------------------------------- | ------------ |
| Aggsbach                          | 13           |
| Albrechtsberg an der Großen Krems | 8            |
| Bergern im Dunkelsteinerwald      | 10           |
| Droß                              | 8            |
| Dürnstein                         | 87           |
| Furth bei Göttweig                | 25           |
| Gedersdorf                        | 8            |
| Gföhl                             | 20           |
| Grafenegg                         | 25           |
| Hadersdorf-Kammern                | 27           |
| Jaidhof                           | 11           |
| Krumau am Kamp                    | 12           |
| Langenlois                        | 93           |
| Lengenfeld                        | 10           |
| Lichtenau im Waldviertel          | 11           |
| Maria Laach am Jauerling          | 7            |
| Mautern an der Donau              | 42           |
| Mühldorf                          | 15           |
| Paudorf                           | 11           |
| Rastenfeld                        | 17           |
| Rohrendorf bei Krems              | 4            |
| Rossatz-Arnsdorf                  | 39           |
| Schönberg am Kamp                 | 27           |
| Senftenberg                       | 21           |
| Spitz                             | 102          |
| St. Leonhard am Hornerwald        | 5            |
| Straß im Straßertale              | 18           |
| Stratzing                         | 8            |
| Weinzierl am Walde                | 9            |
| Weißenkirchen in der Wachau       | 225          |
| Summe Bezirk Krems-Land           | 918          |